# 合肥一六八中学
合肥一六八中学位于中国安徽省合肥市，是一所由合肥市教育局主管的民办全日制完全中学，安徽省示范普通高中。

## 校史沿革
2003年2月17日，安徽省教育厅批文同意创办合肥一六八中学。
2012年9月2日，合肥一六八中学东校区，即合肥一六八陶冲湖学校落成。

## 争议
2018年12月22日，合肥市第一六八中学的教师下午集体罢课抗议学校教师的编制，同工同酬及学校性质三个问题。